# Jervandasjat

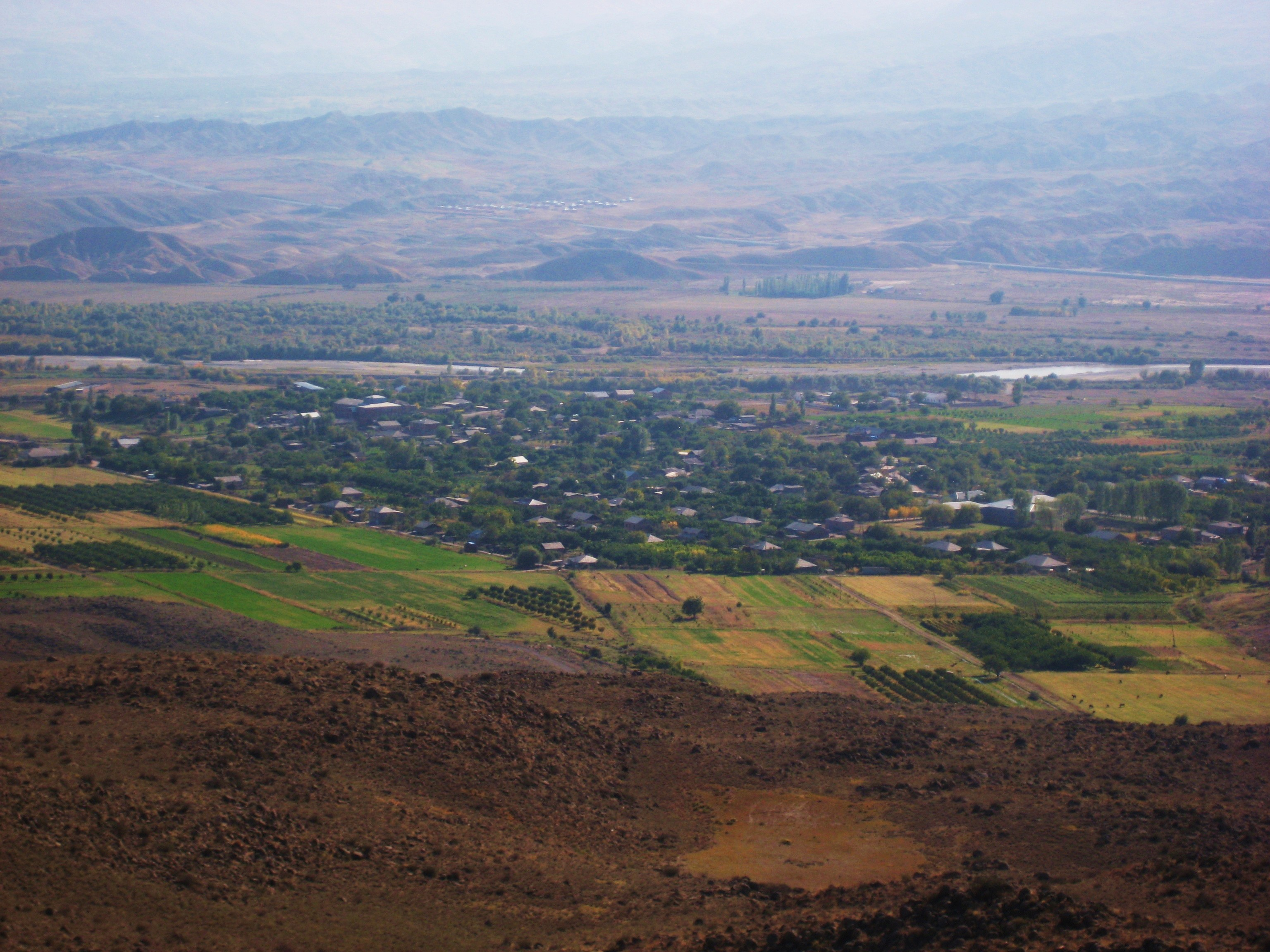
Vy över Jervandasjat.

Jervandasjat (armeniska: Երվանդաշատ, även Cherbeklu eller Chejli-Begli) är en by i provinsen Armavir i västra Armenien. År 2001 hade byn 695 invånare.
Den antika staden Jervandasjat grundades på 200-talet f.Kr. av kung Orontes IV (Jervand IV).